# Lazo

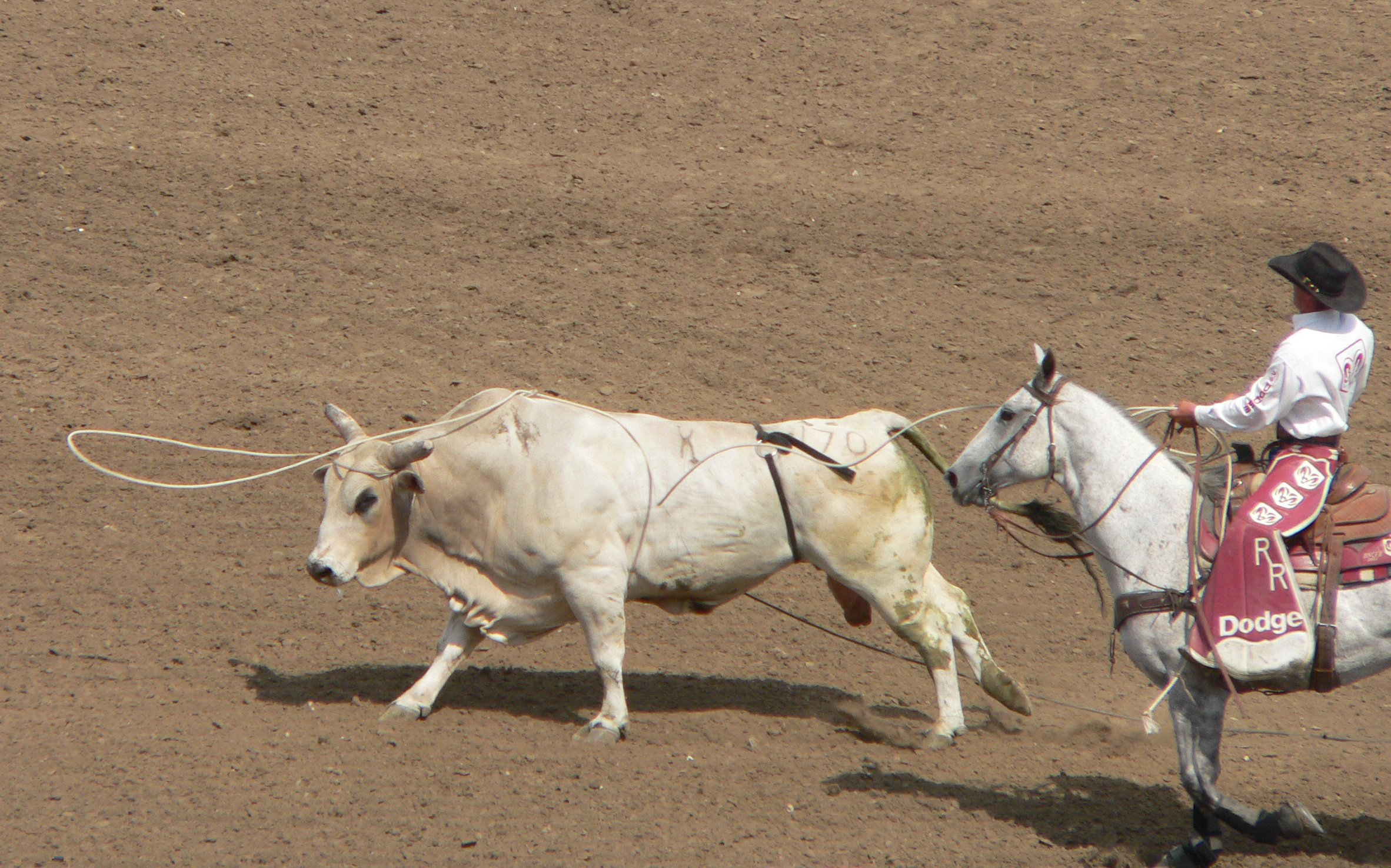
Un toro preso al lazo durante un rodeo

Il lazo (dal latino "laqueus", ovvero "laccio"; "corda") è un sostantivo derivante dalla lingua spagnola ma utilizzato correntemente in italiano per indicare quel particolare tipo di laccio, del quale si servono i cowboy nordamericani o i gaucho sudamericani provenienti dall'Argentina, per praticare il cosiddetto roping, ovvero la cattura di quadrupedi o di bestiame.
Possono essere validi altri sinonimi come "lasso", "laso" o anche la parola inglese "rope".
Gli animali,  attraverso il lancio di un'estremità della corda avente la forma di un cappio,  vengono afferrati in varie parti del corpo (come la testa o le zampe), mentre l'altra è saldamente tenuta dal gaucho, spesso in sella ad un cavallo.